# راي فانك
راي فانك هو سياسي كندي، ولد في 13 فبراير 1948. انتخب عضو مجلس العموم الكندي.